# Cyligramma argillosa
Cyligramma argillosa là một loài bướm đêm trong họ Noctuidae.